# Mini-splinter
Mini-splinter – konwencja brydżowa, odmiana Splintera. Podobniej jak Splinter, Mini-splinter jest cue bidem krótkościowym, ale na mniejszej wysokości. O ile Splintery zaczynają się na wysokości 3♠ po otwarciu 1♥, to korzystając z konwencji Mini-splintera, najniższy cue-bid krótkościowy może być już dany na wysokości 2♠.
Istnieją dwie główne odmiany Mini-splintera:
- Popularny w Polsce schemat, w którym 2♠ po 1♥ i 2BA po 1♠ obiecuje fit, krótkość w kolorze bocznym i siłe albo 7-9PC lub 13+PC (otwierający może zapytać o krótkość i siłę odzywką typu relay);
- Bezpośredni Mini-splinter, w której to konwencji bezpośrednie skoki na 2♠, 3♣ i 3♦ po 1♥ oraz 3♣ 3♦ i 3♥ po 1♠ pokazują krótkość w kolorze licytowanym i fit w kolorze partnera.